# 上野理一

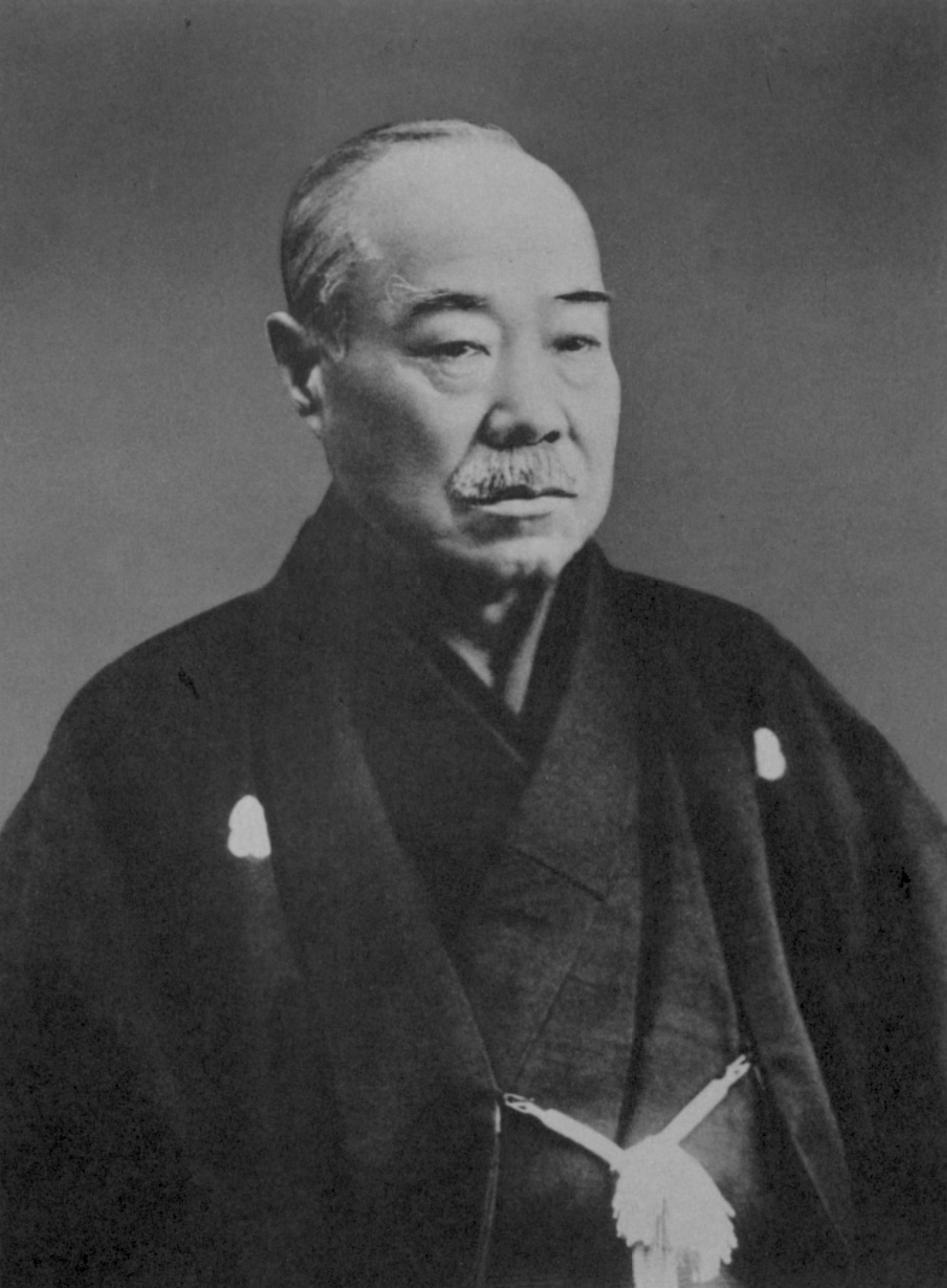
上野 理一

上野 理一（うえの りいち、1848年10月29日（嘉永元年10月3日） - 1919年（大正8年）12月31日）は、朝日新聞の社主・社長。数寄者としても有名で号を有竹と称す。

## 来歴・人物
1848年（嘉永元年）10月、父・保兵衛(やすべえ　戒名　觀孝院念空仁譽統居士)、母・かね(旧姓木村　戒名　仙柔院心譽温室妙良大姉)の長男として丹波国篠山町西町（現・兵庫県丹波篠山市）の生糸商西垣屋の家に生まれる。明治維新後に単身大阪に出ると、大賀大眉、細見真らの周旋で三好重臣の書生となり、13歳の春から藩校振徳堂教授渡辺弗措の門下で学ぶ（同門に法貴発がいる）。
1870年（明治3年）、久美浜県（現・京都府）の産物系吏生に就任。地方の官吏を経て1880年（明治13年）10月、当時まだ大阪の小新聞でしかなかった朝日新聞社へ入社する。翌年社主から一切の経営を任され、出資金総額三分の二を村山龍平が、三分の一を上野理一が分担する事となる。この上野の朝日に対する出資は当初極秘にされ、しかも三井糸店（越後屋呉服店の分店）当主である豊田善右衛門が保証人となって資金を調達したといわれており、朝日新聞社が社史で認めている政府・三井銀行からの極秘の経営資金援助と関係があるのではないかとする見方もある。その後、村山と二人で朝日の経営を行った。1919年（大正8年）、満71歳で死去。墓所は元は阿倍野墓地にあったが法然院に改葬された。戒名　純正院殿顯譽理觀統長大居士。贈正六位。
妻はきぬ　(旧姓嘉納　戒名　清鏡院正譽顯光妙貞大姉)。息子は第2代社主の上野精一。今なお上野、村山両家だけで株式総数の約4割を保有している。

## 系譜
上野理一（初代社主） - 上野精一（息子、2代目社主） - 上野淳一（孫、3代目社主） - 上野尚一（曾孫、4代目社主）

## 注
1. ↑  田住豊四郎 編『現代兵庫県人物史』県友社、1911年10月、186頁。doi:10.11501/777760。
2. ↑  朝日新聞社史編修室編『上野理一伝』朝日新聞社、1959年。
3. ↑  『朝日新聞社史 明治編』朝日新聞社、1995年 ISBN 9784022730268
4. ↑  駄場裕司『大新聞社――その人脈・金脈の研究 日本のパワー・エリートの系譜』はまの出版、1996年 ISBN 9784893612069
5. ↑  親会社等の決算に関するお知らせ 大株主の状況朝日放送 2010年5月24日 プレスリリース